# L'Homme contrôleur de l'univers

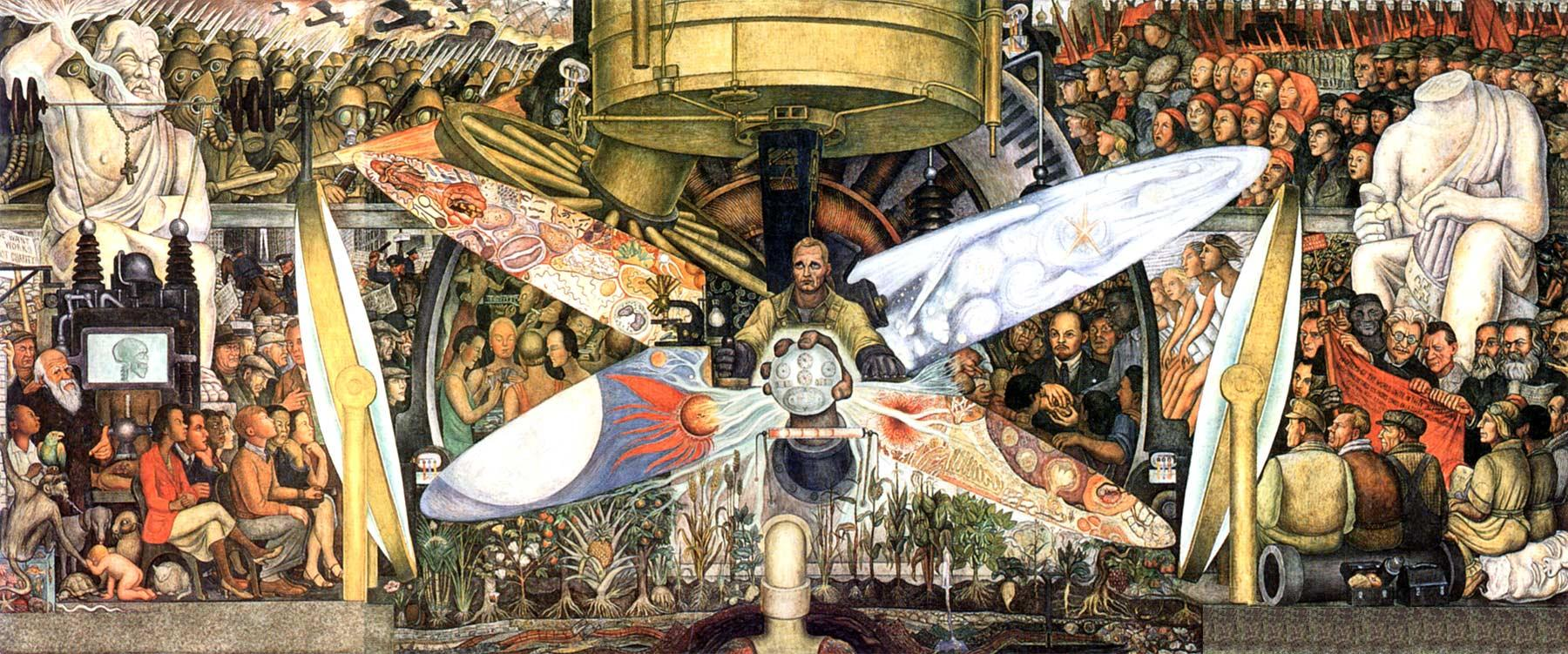
L'Homme contrôleur de l'univers

L'Homme contrôleur de l'univers, aussi connue sous le titre de L'Homme à la croisée des chemins, est une peinture murale réalisée par Diego Rivera en 1934 pour le Palacio de Bellas Artes de Mexico.

## Historique
En 1933, Diego Rivera commence à peindre la peinture murale pour le Rockefeller Center de New York. L’œuvre est restée inachevée, car Rivera y a introduit un portrait du leader communiste Vladimir Lénine au lieu du simple ouvrier annoncé, ce que n'admet pas la famille Rockefeller. Quand Rivera reçoit la charge de décorer un des murs du deuxième étage du Palacio de Bellas Artes, il reprend de nombreux motifs de l’œuvre inachevée pour travailler sur elle tout au long de l'année 1934.

## Thème
Le contenu de la peinture murale est ouvertement politique. Dans l'axe central l'ouvrier est un homme idéalisé qui contrôle l'univers, situé à la croisée des chemins de deux idéologies opposées. À gauche : il critique le monde capitaliste sujet à la lutte des classes, au milieu de la répression et la guerre, où Charles Darwin représente le développement de la science et de la technologie, et la sculpture gréco-latine, la religion et la pensée occidentale. À droite on observe une vision idéalisée du monde socialiste, avec des travailleurs sur la place Rouge, et à leur tête Lénine, et avec la présence de Karl Marx, Friedrich Engels, Léon Trotski et Bertram D. Wolfe.